# Oosterflank (sneltramhalte)
Oosterflank is een sneltramhalte van de Rotterdamse metro in de wijk Oosterflank, deelgemeente Prins Alexander.
Het station wordt bediend door lijn A naar Binnenhof en Schiedam Centrum/Vlaardingen West en lijn B naar Nesselande en Hoek van Holland Strand. Halte Oosterflank werd geopend op 28 mei 1983 met de ingebruikname van het eerste sneltramtracé van de Rotterdamse metro.
Halte Oosterflank ligt parallel aan de Prins Alexanderlaan, nabij winkelcentrum Alexandrium I, ter hoogte van de Christelijke Scholengemeenschap Calvijn. Ook het Comenius College heeft een vestiging in de buurt. Ook de Gereformeerde scholengemeenschap Rotterdam (GSR) is vanaf dat station goed bereikbaar.
Er zijn twee tegenover elkaar liggende perrons, die, zoals bij alle haltes aan het sneltramtracé, eenvoudig zijn ingericht. De halte is niet voorzien van tourniquets.
In 2005 werd de halte gemoderniseerd en kreeg het de nieuwe huisstijl die op alle metrostations van de RET te zien is.
Station Oosterflank is een bijzonder lang station. De metrorijtuigen stoppen ook op het einde van het perron, zodat het autoverkeer de metro kan zien. Het station bevat 2 gelijkvloerse kruisingen tegen het station aan. De noordelijke kruising hiervan is alleen toegankelijk voor voetgangers en fietsers.
Men kan bij halte Oosterflank overstappen op buslijnen 30, 31 en 36. Er is ook een goed zicht op Halte Prinsenlaan.
Binnenhof · Romeynshof · Graskruid · Alexander  · Oosterflank · Prinsenlaan · Schenkel · Capelsebrug · Kralingse Zoom · Voorschoterlaan · Gerdesiaweg · Oostplein · Blaak  · Beurs · Eendrachtsplein · Dijkzigt · Coolhaven · Delfshaven · Marconiplein · Schiedam Centrum 
Nesselande · De Tochten · Ambachtsland · Nieuw Verlaat · Hesseplaats · Graskruid · Alexander  · Oosterflank · Prinsenlaan · Schenkel · Capelsebrug · Kralingse Zoom · Voorschoterlaan · Gerdesiaweg · Oostplein · Blaak  · Beurs · Eendrachtsplein · Dijkzigt · Coolhaven · Delfshaven · Marconiplein · Schiedam Centrum  · Schiedam Nieuwland · Vlaardingen Oost · Vlaardingen Centrum · Vlaardingen West · Maassluis Centrum · Maassluis West · Steendijkpolder · Hoek van Holland Haven · Hoek van Holland Strand